# Ancylopus 4-maculatus
Ancylopus 4-maculatus là một loài bọ cánh cứng trong họ Endomychidae. Loài này được Pic miêu tả khoa học năm 1946.